# Könyörgés (film)
A Könyörgés, (grúzul: ვედრება (ფილმი)) 1967-ben forgatott fekete-fehér grúz filmdráma. amely Tengiz Abuladze filmtrilógiájának első darabja. Vazsa-Psavela művei alapján a film forgatókönyvét Anzor Szalukvadze, Rezo Kveselava, és Tengiz Abuladze írta. A trilógia további filmjei, A kívánság fája (1976) és a  Vezeklés.(1984). A trilógia közös eleme, a „bűntelen bűnösök” motívum, ebben a filmben tűnik fel először. 
A balladai hangvételű, versidézetekkel díszített film a vallási türelmetlenségről szól, hevszurok és csecsenek bátor fiairól. Az első történetben egy keresztényt vet ki közössége, mert a legyőzött mohamedán ellenfelének megadja a végtisztességet. A második epizódban egy muzulmán falu lakói mészárolják le az arra vetődő, ellenségnek tartott keresztényt.

## Történet
Mit jelent szembe kerülni a törvénnyel, még akkor is, ha az, amit az egyes ember képvisel, sokkal emberségesebb, tisztességesebb és igazságosabb, mint a közösség akarata.  

A film első történetében egy csecsen harcos végzetes sorsa jelenik meg.  A keresztény hevszur Aluda Ketelauri megöli  a mohamedán csecsen Mucalt, de ellensége bátorságától lenyűgözve megkíméli a halott vitézt a csonkítástól, és nem vágja le annak a jobb kezét. Aludát a szokás megsértése miatt kizárják a hevszur faluközösségből, földönfutóként menekülnie kell szülőföldjéről,.. A második történetben a hegyekben vadászó muzulmán ingus Dzsohola Alhasztauri találkozik a hevszur keresztény Nunua Zvjadaurival, megvendégeli és éjszakára is vendégül látja. A falu vénjei azonban esküdt ellenségüket ismerik fel Dzsohola vendégében, Dzsohola nem tudja megvédeni vendégét Zvjadaurit,  és a muzulmánok megölik a keresztényt.

## Szereplők
- Szpartak Bagasvili (Ghvicia)
- Ruszudan Kiknadze (Asszony)
- Ramaz Cshikvadze (Macil)
- Tengiz Arcsvadze (Aluda)
- Gejdar Palavandisvili (Mucal)
- Otar Megvinetuhuceszi (Dzsohola)
- Zurab Kafianidze (Zvjadauri)
- Nana Kavtaradze (Agaza)
- Irakli Ucsaneisvili (Musza)
- Dimitri Kipiani

## A filmről mondták
1967-ben, amikor megjelent Abuladze új filmje, a "Könyörgés", még  a Vazsa-Psavela műveinek adaptációjával elégedetlen kritikusok is megjegyezték, hogy varázslatos művet alkotott, amely méltó módon tükrözi  Vazsa-Psavela írásait a film nyelvére adaptálva.
Nana Dzsanelidze így emlékezett vissza: Abuladze, egész életében arról álmodozott, hogy jó minőségű, Kodak filmre forgathat majd, de ez álom maradt... – Megszakadt a szívem, amikor Cannes-ban megláttam a szovjet filmre forgatott művet.

„Vazsa zsenialitása az ő egyedisége” – mondta egyszer Tengiz Abuladze-nek Grigol Kiknadze, a Vazsa Psavelával foglalkozó irodalmár, akit Abuladze is az egyik mesterének tartott. "A Könyörgés"-t először Kiknadzének mutatták meg, aki  miután megnézte a filmet sugárzó arccal mondta Abuladzénak: : Ön olyan dolgokat vett észre Vazsa-Psavela művében, amit még mi, írók sem gondoltunk át teljesen, Némi sztereotípiával tekintettünk eddig az íróra, és hirtelen kiderült róla, hogy nagy filozófus..

## Díjak
- Nagydíj, a San Remói Nemzetközi Filmfesztivál, Olaszország (1973).